# Сент-Ландри (приход)
Сент-Ла́ндри (англ. Saint Landry Parish) или Сен-Ландри́ (фр. Paroisse de Saint-Landry) — приход штата Луизиана, США. Официально образован в 1807 году. По состоянию на 2010 год, численность населения составляла 83 384 человека.

## География
По данным Бюро переписи США, общая площадь прихода равняется 2 432,012 км2, из которых 2 393,162 км2 — суша, и 38,850 км2, или 1,600 %, — это водоёмы.

## Население
По данным переписи населения 2000 года на территории прихода проживает 87 700 жителей в составе 32 328 домашних хозяйств и 23 211 семей. Плотность населения составляет 36,00 человек на км2. На территории прихода насчитывается 36 216 жилых строений, при плотности застройки около 15,00-ти строений на км2. Расовый состав населения: белые — 56,51 %, афроамериканцы — 42,13 %, коренные американцы (индейцы) — 0,14 %, азиаты — 0,20 %, гавайцы — 0,01 %, представители других рас — 0,31 %, представители двух или более рас — 0,70 %. Испаноязычные составляли 0,91 % населения независимо от расы.
В составе 36,10 % из общего числа домашних хозяйств проживают дети в возрасте до 18 лет, 49,30 % домашних хозяйств представляют собой супружеские пары, проживающие вместе, 17,90 % домашних хозяйств представляют собой одиноких женщин без супруга, 28,20 % домашних хозяйств не имеют отношения к семьям, 25,40 % домашних хозяйств состоят из одного человека, 11,40 % домашних хозяйств состоят из престарелых (65 лет и старше), проживающих в одиночестве. Средний размер домашнего хозяйства составляет 2,67 человека, и средний размер семьи 3,21 человека.
Возрастной состав прихода: 29,50 % — моложе 18 лет, 9,20 % — от 18 до 24, 26,50 % — от 25 до 44, 21,40 % — от 45 до 64, и 21,40 % — от 65 и старше. Средний возраст жителя прихода — 35 лет. На каждые 100 женщин приходится 91,60 мужчин. На каждые 100 женщин старше 18 лет приходится 86,80 мужчин.
Средний доход на домохозяйство прихода составлял 22 855 USD, на семью — 28 908 USD. Среднестатистический заработок мужчины был 29 458 USD против 18 473 USD для женщины. Доход на душу населения составлял 12 042 USD. Около 24,70 % семей и 29,30 % общего населения находились ниже черты бедности, в том числе — 37,70 % молодёжи (тех, кому ещё не исполнилось 18 лет) и 27,50 % тех, кому было уже больше 65 лет.